# Mariana D'Andrea
Mariana D'Andrea, (Itu, São Paulo, 12 de febrer de 1998) és una gimnasta d'halterofília paralímpica brasilera competint en categoria -73 kg. Assoleix el títol paralímpic l'any 2020 després d'una segona plaça als Mundials l'any 2019.

## Carrera
Va nàixeramb una acondroplàsia. Comença a l'halterofília a l'edat de 16 anys.
Als Jocs Paralímpics d'estiu de 2020, assoleix l'or en categoria -73 kg, la qual cosa constitueix la primera medalla d'or en halterofília de Brasil als Jocs Paralímpics. Alça una barra a 137 kg, per davant de la xinesa Xu Lili (134 kg) i la francesa Souhad Ghazouani (132 kg). Al novembre 2021, aconsegueix la plata en categoria individual als Mundials a Tbilisi, per darrere de la xinesa Xu.
Cinc anys abans, en el moment dels seus primers Jocs a Rio, fracassa a les tres temptatives i no arriba a aixecar cap barra, però l'any 2019, aconsegueuix el títol als Jocs parapanamericans a Lima, així com l'argent en categoria per equips als Mundials de Noursoultan.